# Олександр I (цар Грузії)
Олександр I Великий (груз. ალექსანდრე I დიდი, 1389–1446) — цар Грузії (1412–1442). Син царя Костянтина I й Натії Аміреджибі. Представник династії Багратіоні.

## Життєпис
Виховувався бабусею Русудан.
У перші ж роки царювання був змушений брати участь у боротьбі з нашестям туркменських кочівників. Тільки з 1415 року у Грузії запанував мир і цар енергійно почав відновлювати зруйновану Тимуром і туркменами країну. Оскільки скарбниця була пустою, 1425 року було запроваджено податок на поселення (скасовано 1440). Коштами, отриманими від податку, було відремонтовано храми Свєтіцховелі, Руїсі, а також безліч монастирів і фортець.
Були спроби відновити Грузію в її попередніх кордонах. 1431 року було приєднано вірменське місто-фортецю Лоре й долину Лоре, яка до тих пір перебувала під владою туркменів. Це дало Грузії приріст зменшеного війною населення на понад 6000 родин. Цар сприяв імміграції вірменських біженців до Грузії з Сюніка.
Сприяв відновленню та зміцненню Грузинської церкви, відновив церковне землевласництво, оновив грузинські монастирі за межами країни.

### Внутрішня політика
У перші ж роки царювання (1412–1415) Олександр I примирив непокірних князів — Дадіані, Шарвашидзе, атабагів Самцхе; деяких глав усунув від управління краями, а на їхні місця призначив синів — Вахтанга, Деметре й Георгія. Але це принесло протилежний результат: їхня роль у політичному житті країни зросла, за живого батька-царя вони йменувались царями; їхньою політикою, в основному, було лобіювання інтересів феодалів.
Під час здійснення державних заходів цар був змушений враховувати побажання синів та інших членів царської родини. Царські документи видавались не лише з ім'ям царя, а також з іменами членів родини, що явно вказувало на послаблення центральної влади.
Через ситуацію, що склалась в країні, Олександр I зрікся престолу та став ченцем під іменем Афанасія (1442).

## Родина
Вперше був одружений з Дуландухт, дочкою князя Бешкена Орбеляна. Від шлюбу народились:
- дочка (1412 — після 1438), царівна. Була одружена з Іоанном IV, імператором Трапезунду.
- Вахтанг IV (1413–1446), цар Грузії (1442–1446)
- Деметре (1413–1453), царевич, «провінційний цар», родоначальник царів Картлі

Вдруге був одружений з Тамарою, дочкою царя Західної Грузії (Імереті) Олександра I. Від шлюбу народились:
- Георгій VIII (1415/17 — 1476) цар Грузії (1446–1466), з 1466 до 1476 — цар Кахеті під ім'ям Георгій I.
- Давид II (1417–1457) Католикос-патріарх Грузії (1426–1430)
- Заал (1428 — після 1442), царівна.